# ساشا ایلیچ (بازیکن فوتبال، زاده ۱۹۷۲)
ساشا ایلیچ (انگلیسی: Saša Ilić؛ زادهٔ ۱۸ ژوئیهٔ ۱۹۷۲) بازیکن فوتبال اهل صربستان بود.
از باشگاه‌هایی که در آن بازی کرده‌است می‌توان به باشگاه فوتبال پورتسموث، باشگاه فوتبال لیدز یونایتد، باشگاه فوتبال بوراتس بانیا لوکا، باشگاه فوتبال وستهام یونایتد، باشگاه فوتبال آبردین، باشگاه فوتبال بلکپول، باشگاه فوتبال چارلتون اتلتیک، باشگاه فوتبال رادنیشکی نیش، و باشگاه فوتبال بارنزلی اشاره کرد.
وی همچنین در تیم ملی فوتبال صربستان و مونته‌نگرو بازی کرده‌است.